# Logan Routt
Logan Shane Routt (Cameron, 6 dicembre 1996) è un cestista statunitense.